# زياد الأعجم
أبو أمامة زياد بن سليم بن جابر بن عمرو بن عامر العبدي بالولاء المعروف بزياد الأعجم من شعراء الدولة الأموية وهو مولى قبيلة عبد القيس قال ابن قتيبة: «كان ينزل إصطخر، وكانت فيه لكنة، فذلك قيل له الأعجم وله عقب، وكان يهاجئ قتادة بن مغرب اليشكري». وذكره ابن سلام الجمحي وجعله في الطبقة السابعة من شعراء الإسلام وقال: «كان زياد رجلاً هجاء قليل المدح للملوك والوفادة إليهم، ولم تكن له همة تدعوه، وكانت همته ومركزه بخراسان ومايليها، وكان أكثر نزوله بإصخطر من أرض فارس وكان يهاجي كعباً الأشقري». وقال ابن عساكر: «زياد بن سليم أبو أمامة العبدي المعروف بزياد الأعجم مولى عبد القيس ولقب بالأعجم لعجمةٍ كانت في لسانه، أدرك أبو موسى الأشعري وعثمان بن أبي العاص وشهد معهما فتح إصطخر».

## الخلاف في نسبه وأصله
اختلف المؤرخون على نسب زيادٍ الأعجم وأصله على قولين وهما:
- القول الأول: أنه أعجمي الأصل وكان مولى لقبيلة عبد القيس وهذا قول أبو الفرج الأصفهاني وأبو عبيد البكري وابن عساكر وياقوت الحموي والسيوطي وعبد القادر البغدادي.
- القول الثاني أنه عربي الأصل من قبيلة عبد القيس صليبة وهو قول ابن قتيبة واليزيدي والأمدي وابن خلكان والمبرد وابن يعيش.

## لكنة لسانه
قال أبو عبيدة: كان ينشد قوله:
 
قال: فكان يجعل السين شيئا والطاء تاء، فيقول: «فتى زاده الشلتان»